# Coronaviridae
Coronaviridées, Coronavirus
Cet article concerne l'ensemble des coronavirus. Pour la sous-famille infectant des oiseaux et des mammifères dont les humains, voir Orthocoronavirinae.
Famille
Genres de rang inférieur
- sous-famille Letovirinae :
  - Alphaletovirus
- sous-famille Orthocoronavirinae :
  - Alphacoronavirus
  - Betacoronavirus
  - Deltacoronavirus
  - Gammacoronavirus
- sous-famille Pitovirinae  :
  - Alphapironavirus

Les Coronaviridées (Coronaviridae), ou coronavirus,, sont une famille de virus à ARN simple brin enveloppés, de sens positif.
Le génome viral mesure de 26 à 32 kb. Les particules, quasi sphériques, sont généralement décorées de grandes projections de surface (~ 20nm), en forme de massue ou de pétale (les péplomères ou spikes en anglais), qui créent une image qui rappelle la couronne solaire en micrographie électronique : cette propriété est à l'origine du nom des virus de cette famille.

## Structure

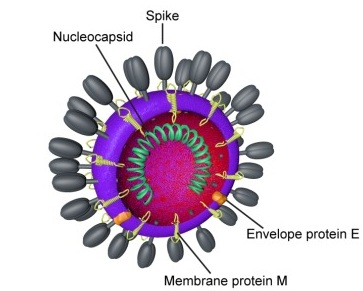
Schéma de la structure d'un virion de coronavirus

Les extrémités 5' et 3' du génome ont une coiffe et une « queue » poly(A), respectivement. L'enveloppe virale, obtenue par bourgeonnement à travers les membranes du réticulum endoplasmique (RE) et / ou de l'appareil de Golgi, contient invariablement deux espèces de (glyco)protéines codées par le virus, S et M. La glycoprotéine S comprend les grandes projections de surface, tandis que la protéine M est une protéine transmembranaire.
Les torovirus (anciennement classés dans cette famille) et un sous-ensemble de coronavirus (en particulier les membres du sous-groupe A du genre Betacoronavirus) possèdent, en plus des peplomères composés de S, un deuxième type de projections de surface composé de la protéine hémagglutinine-estérase.
Une autre protéine structurelle importante est la phosphoprotéine N, qui est responsable de la symétrie hélicoïdale de la nucléocapside qui renferme l'ARN génomique.

## Taxinomie
La famille Coronaviridae est organisée en 3 sous-familles, 6 genres, 27 sous-genres et une quarantaine d'espèces:
- Famille Coronaviridae
  - Sous-famille Letovirinae
    - Genre Alphaletovirus
      - Sous-genre Milecovirus
        - Microhyla letovirus 1

  - Sous-famille Orthocoronavirinae
    - Genre Alphacoronavirus
      - Sous-genre Colacovirus
        - Bat coronavirus CDPHE15

      - Sous-genre Decacovirus
        - Bat coronavirus HKU10
        - Rhinolophus ferrumequinum alphacoronavirus HuB-2013

      - Sous-genre Duvinacovirus
        - Human coronavirus 229E (HCoV-229E)

      - Sous-genre Luchacovirus
        - Lucheng Rn rat coronavirus

      - Sous-genre Minacovirus
        - Ferret coronavirus
        - Mink coronavirus 1

      - Sous-genre Minunacovirus
        - Miniopterus bat coronavirus 1
        - Miniopterus bat coronavirus HKU8

      - Sous-genre Myotacovirus
        - Myotis ricketti alphacoronavirus Sax-2011

      - Sous-genre Nyctacovirus
        - Nyctalus velutinus alphacoronavirus SC-2013

      - Sous-genre Pedacovirus
        - Porcine epidemic diarrhea virus (Virus de la diarrhée épidémique porcine, PEDV)
        - Scotophilus bat coronavirus 512

      - Sous-genre Rhinacovirus
        - Rhinolophus bat coronavirus HKU2

      - Sous-genre Setracovirus
        - Human coronavirus NL63 (HCoV-NL63)
        - NL63-related bat coronavirus strain BtKYNL63-9b

      - Sous-genre Soracovirus
        - Sorex araneus coronavirus T14

      - Sous-genre Sunacovirus
        - Suncus murinus coronavirus X74

      - Sous-genre Tegacovirus
        - Alphacoronavirus 1
          - Coronavirus de la gastro-entérite transmissible porcine (TGEV, porc)
          - Coronavirus canin
          - Coronavirus félin

    - Genre Betacoronavirus
      - Sous-genre Embecovirus
        - Betacoronavirus 1
          - HCoV-OC43
          - Bovine coronavirus
          - Canine respiratory coronavirus
          - Coronavirus HKU23
          - Equine coronavirus
          - Porcine hemagglutinating encephalomyelitis virus
          - Yak coronavirus

        - China Rattus coronavirus HKU24
        - Human coronavirus HKU1 (HCoV-HKU1)
        - Murine coronavirus
        - Myodes coronavirus 2JL14

      - Sous-genre Hibecovirus
        - Bat Hp-betacoronavirus Zhejiang2013

      - Sous-genre Merbecovirus
        - Hedgehog coronavirus 1
        - Middle East respiratory syndrome-related coronavirus (MERS-CoV; MERS)
        - Pipistrellus bat coronavirus HKU5
        - Tylonycteris bat coronavirus HKU4

      - Sous-genre Nobecovirus
        - Rousettus bat coronavirus GCCDC1
        - Rousettus bat coronavirus HKU9

      - Sous-genre Sarbecovirus
        - Severe acute respiratory syndrome-related coronavirus (SARSr-CoV)
          - 
            - SARSr-CoV HKU3 (chauve-souris)[7]
            - SARSr-CoV Rp3 (chauve-souris)[8]
            - 
              - SARSr-CoV WIV1 (chauve-souris)
              - SARSr-CoV RsSHC014 (chauve-souris)

            - SARS-CoV-1 (humain ; SRAS)

          - 
            - SARSr-CoV RaTG13 (chauve-souris)
            - SARS-CoV-2 (humain ; COVID-19)

    - Genre Gammacoronavirus
      - Sous-genre Cegacovirus
        - Cetacean coronavirus
          - Coronavirus du béluga (BWCoV)
          - Coronavirus du grand dauphin (BdCoV)

      - Sous-genre Igacovirus
        - Avian infectious bronchitis coronavirus

    - Genre Deltacoronavirus
      - Sous-genre Andecovirus
        - Wigeon coronavirus HKU20

      - Sous-genre Buldecovirus
        - Bulbul coronavirus HKU11
        - Coronavirus HKU15
        - Munia coronavirus HKU13
        - White-eye coronavirus HKU16

      - Sous-genre Herdecovirus
        - Night heron coronavirus HKU19

      - Sous-genre Moordecovirus
        - Common moorhen coronavirus HKU21

  - Sous-famille Pitovirinae
    - Genre Alphapironavirus
      - Sous-genre Samovirus
        - Alphapironavirus bona

## Épidémiologie et pathologie
Les coronavirus sont transmis par voie fécale-orale ou par aérosols de sécrétions respiratoires. Ils sont présents dans le monde entier et infectent une large diversité de mammifères et d'oiseaux (orthocoronavirus), mais aussi des amphibiens (letovirus) et des poissons (pironavirus).
Bien que la plupart des maladies soient bénignes chez l'homme, elles peuvent parfois provoquer des situations plus graves, notamment des infections des voies respiratoires : syndrome respiratoire aigu sévère (SRAS), syndrome respiratoire du Moyen-Orient (MERS) et maladie à coronavirus 2019 (Covid-19). Ils peuvent également provoquer des infections entériques chez les très jeunes enfants et, dans de rares situations, des syndromes neurologiques.